# Bankside
Bankside è un quartiere del borgo londinese di Southwark, Londra, situato sulla riva sud del Tamigi, fra il Ponte dei Frati Neri a ovest ed il London Bridge a est. Si snoda lungo la riva del Tamigi in corrispondenza di Clink Liberty e Paris Garden. L'area è molto frequentata dai turisti da alcuni anni a questa parte. Ad occidente vi è South Bank, che spesso viene confuso con Bankside, dove esistono numerose attrazioni soprattutto nel settore delle arti. Il Millennium Bridge ha reso la zona molto accessibile a piedi ed è possibile camminare lungo la riva del Tamigi dove si trovano diverse attrazioni per i turisti. Partendo dal "Mary Overie Dock" si incontra una copia della nave Golden Hinde. Il Domesday Book menziona che il vescovo Odo ebbe "una cattedrale ed una banchina sul fiume" e questa cattedrale è probabilmente quella che oggi è Southwark Cathedral che è formalmente chiamata "The Cathedral Church of St Saviour and St Mary Overie" ed è la parrocchia di  Bankside. Comunque, sia la cattedrale che la banchina si trovano nel Borough.
Camminando lungo Clink Street si incontrano le rovine del palazzo del vescovo di Winchester con un bel rosone. Più avanti si incontra il Clink Museum, che sembra essere stato parte del palazzo e delle sue prigioni. Attraverso il ponte della ferrovia sul quale si trova parzialmente la Stazione di London Cannon Street, si raggiunge uno dei pub più antichi di Londra, The Anchor. Continuando verso ovest attraverso il Southwark Bridge, si incontra la ricostruzione del Globe Theatre di William Shakespeare. In un breve vicolo di case georgiane vi sono la Cardinal Cap Alley e la residenza del priore della Southwark Cathedral. Prima di giungere al Blackfriars Bridge, si incontra la Bankside Gallery e quindi si impone una visita al pub Founders Arms.
Fra le attrazioni di Bankside si citano:
- Bankside Gallery
- Ponte dei Frati Neri
- Cannon Street Railway Bridge
- The Clink
- Shakespeare's Globe
- The Rose Theatre
- Millennium Bridge
- Southwark Bridge
- Tate Modern
- Vinopolis

e nel borough:
- Borough Market
- Cattedrale di Southwark
- Golden Hinde replica
- London Bridge

Luoghi vicini:
- Bermondsey
- The Borough
- Città di Londra
- Lambeth

Stazioni vicine:
- Stazione di London Blackfriars
- Stazione di London Cannon Street
- Lambeth North (metropolitana di Londra)
- London Bridge station
- London Bridge (metropolitana di Londra)
- Southwark (metropolitana di Londra)
- Stazione di London Waterloo